# Гана на летних Олимпийских играх 2016
Гана на летних Олимпийских играх 2016 года была представлена 13 спортсменами в 5 видах спорта. Впервые спортсмены из Ганы выступили в соревнованиях по плаванию. Знаменосцем сборной, как на церемонии открытия Игр, так и на церемонии закрытия стала серебряный призёр Африканских игр 2015 года в эстафете легкоатлетка Флингс Овусу-Агьяпонг. По итогам соревнований сборная Ганы в шестой раз кряду осталась без олимпийских медалей.

## Состав сборной
Бокс
1. Омар Абдул

 Дзюдо
1. Сандра Согеди

 Лёгкая атлетика
1. Алекс Аманква
2. Джон Ампома
3. Эммануэль Дасор
4. Шон Сафо-Антви
5. Джанет Ампонса
6. Джемма Ачимпонг
7. Беатрис Гьяман
8. Флингс Овусу-Агьяпонг

 Плавание
1. Абеку Джексон
2. Кайя Адвоа Форсон

 Тяжёлая атлетика
- Квота 1

## Результаты соревнований

### Бокс
Квоты, завоёванные спортсменами являются именными. Если от одной страны путёвки на Игры завоюют два и более спортсмена, то право выбора боксёра предоставляется национальному Олимпийскому комитету. Соревнования по боксу проходят по системе плей-офф. Для победы в олимпийском турнире боксёру необходимо одержать либо четыре, либо пять побед в зависимости от жеребьёвки соревнований. Оба спортсмена, проигравшие в полуфинальных поединках, становятся обладателями бронзовых наград.
Мужчины
| Категория | Спортсмены | Первый раунд       | Второй раунд       | Четвертьфинал      | Полуфинал          | Финал              | Место |
| Категория | Спортсмены | Соперник Результат | Соперник Результат | Соперник Результат | Соперник Результат | Соперник Результат | Место |
| --------- | ---------- | ------------------ | ------------------ | ------------------ | ------------------ | ------------------ | ----- |
| до 56 кг  | Омар Абдул |                    |                    |                    |                    |                    |       |

### Водные виды спорта

#### Плавание
В следующий раунд на каждой дистанции проходят спортсмены, показавшие лучший результат, независимо от места, занятого в своём заплыве.
Мужчины
| Дистанция                | Спортсмены    | Предварительный раунд | Предварительный раунд | Предварительный раунд | Полуфинал | Полуфинал | Полуфинал | Финал     | Финал |
| Дистанция                | Спортсмены    | Заплыв                | Результат             | Место                 | Заплыв    | Результат | Место     | Результат | Место |
| ------------------------ | ------------- | --------------------- | --------------------- | --------------------- | --------- | --------- | --------- | --------- | ----- |
| 50 метров вольным стилем | Абеку Джексон |                       |                       |                       |           |           |           |           |       |

Женщины
| Дистанция                 | Спортсмены        | Предварительный раунд | Предварительный раунд | Предварительный раунд | Полуфинал             | Полуфинал             | Полуфинал             | Финал                 | Финал                 |
| Дистанция                 | Спортсмены        | Заплыв                | Результат             | Место                 | Заплыв                | Результат             | Место                 | Результат             | Место                 |
| ------------------------- | ----------------- | --------------------- | --------------------- | --------------------- | --------------------- | --------------------- | --------------------- | --------------------- | --------------------- |
| 200 метров вольным стилем | Кайя Адвоа Форсон | 1                     | 2:16,02               | 42                    | завершила выступление | завершила выступление | завершила выступление | завершила выступление | завершила выступление |

### Дзюдо
Соревнования по дзюдо проводились по системе с выбыванием. В утешительные раунды попадали спортсмены, проигравшие полуфиналистам турнира. Два спортсмена, одержавших победу в утешительном раунде, в поединке за бронзу сражались с дзюдоистами, проигравшими в полуфинале.
Женщины
| Категория | Спортсмены    | 1/16 финала           | 1/8 финала            | Четвертьфинал         | Полуфинал             | Финал                 | Место |
| Категория | Спортсмены    | Соперник Результат    | Соперник Результат    | Соперник Результат    | Соперник Результат    | Соперник Результат    | Место |
| --------- | ------------- | --------------------- | --------------------- | --------------------- | --------------------- | --------------------- | ----- |
| до 63 кг  | Сандра Согеди | BRAМ. Силва П 000:100 | завершила выступление | завершила выступление | завершила выступление | завершила выступление | 17    |

### Лёгкая атлетика
В ноябре 2015 года IAAF утвердила изменение ряда квалификационных нормативов. В частности в беге на 800 метров он был уменьшен с 1:45,80 до 1:46,00, что позволило Гане заработать свою первую олимпийскую лицензию. Её принёс бегун на средние дистанции Алекс Аманква, который 2 мая 2015 года пробежал 800-метровку за 1:45,91.
Мужчины
Беговые дисциплины
| Дисциплина        | Спортсмен       | Предварительный раунд | Предварительный раунд | Предварительный раунд | Четвертьфиналы | Четвертьфиналы | Четвертьфиналы | Полуфиналы | Полуфиналы | Полуфиналы | Финал | Финал |
| Дисциплина        | Спортсмен       | Забег                 | Время                 | Место                 | Забег          | Время          | Место          | Забег      | Время      | Место      | Время | Место |
| ----------------- | --------------- | --------------------- | --------------------- | --------------------- | -------------- | -------------- | -------------- | ---------- | ---------- | ---------- | ----- | ----- |
| бег на 100 метров | Шон Сафо-Антви  |                       |                       |                       |                |                |                |            |            |            |       |       |
| бег на 200 метров | Эммануэль Дасор |                       |                       |                       | не проводится  | не проводится  | не проводится  |            |            |            |       |       |
| бег на 800 метров | Алекс Аманква   |                       |                       |                       | не проводится  | не проводится  | не проводится  |            |            |            |       |       |

Технические дисциплины
| Дисциплина    | Спортсмен   | Квалификация | Квалификация | Финал     | Финал |
| Дисциплина    | Спортсмен   | Результат    | Место        | Результат | Место |
| ------------- | ----------- | ------------ | ------------ | --------- | ----- |
| метание копья | Джон Ампома |              |              |           |       |

Женщины
Беговые дисциплины
| Дисциплина            | Спортсмен                                                           | Предварительный раунд | Предварительный раунд | Предварительный раунд | Четвертьфиналы | Четвертьфиналы | Четвертьфиналы | Полуфиналы            | Полуфиналы            | Полуфиналы            | Финал                 | Финал                 |
| Дисциплина            | Спортсмен                                                           | Забег                 | Время                 | Место                 | Забег          | Время          | Место          | Забег                 | Время                 | Место                 | Время                 | Место                 |
| --------------------- | ------------------------------------------------------------------- | --------------------- | --------------------- | --------------------- | -------------- | -------------- | -------------- | --------------------- | --------------------- | --------------------- | --------------------- | --------------------- |
| бег на 100 метров     | Флингс Овусу-Агьяпонг                                               |                       |                       |                       |                |                |                |                       |                       |                       |                       |                       |
| бег на 200 метров     | Джанет Ампонса                                                      |                       |                       |                       |                |                |                |                       |                       |                       |                       |                       |
| Эстафета              | Предварительный раунд                                               | Предварительный раунд | Предварительный раунд | Предварительный раунд | Полуфинал      | Полуфинал      | Полуфинал      | Финал                 | Финал                 | Финал                 | Финал                 | Финал                 |
| Эстафета              | Состав                                                              | Забег                 | Время                 | Место                 | Забег          | Время          | Место          | Состав                | Состав                | Состав                | Время                 | Место                 |
| эстафета 4×100 метров | Флингс Овусу-Агьяпонг Джемма Ачимпонг Беатрис Гьяман Джанет Ампонса |                       |                       |                       | не проводится  | не проводится  | не проводится  | завершили выступление | завершили выступление | завершили выступление | завершили выступление | завершили выступление |

### Тяжёлая атлетика
Каждый НОК самостоятельно выбирает категорию в которой выступит её тяжелоатлет. В рамках соревнований проводятся два упражнения — рывок и толчок. В каждом из упражнений спортсмену даётся 3 попытки. Победитель определяется по сумме двух упражнений. При равенстве результатов победа присуждается спортсмену, с меньшим собственным весом.
Мужчины
| Категория | Спортсмены | Вес | Рывок | Рывок | Рывок | Толчок | Толчок | Толчок | Всего | Место |
| Категория | Спортсмены | Вес | 1     | 2     | 3     | 1      | 2      | 3      | Всего | Место |
| --------- | ---------- | --- | ----- | ----- | ----- | ------ | ------ | ------ | ----- | ----- |
|           |            |     |       |       |       |        |        |        |       |       |